# Aci Bonaccorsi
Aci Bonaccorsi (Jaci Bbonakkùssi in siciliano) è un comune italiano di 3 556 abitanti della città metropolitana di Catania in Sicilia.
Ubicato nelle ultime propaggini del versante sud-orientale dell'Etna, nella cosiddetta Terra d'Aci, è un balcone naturale sullo Jonio. La posizione collinare e l'orizzonte orientale esposto verso il mare rendono il clima mite e godibile. A Dicembre 2022 Aci Bonaccorsi viene riconosciuto come il comune più virtuoso d’ Italia.

## Geografia fisica

### Territorio
Aci Bonaccorsi è il comune meno esteso della provincia di Catania e il secondo dell'intera Regione Siciliana, dopo Roccafiorita. È inoltre al 28º posto nella classifica degli ultimi 100 comuni italiani per superficie.

### Clima
- Classificazione climatica: zona C, 1213 GG[6].

## Storia

### Età antica
Si narra che Aci Bonaccorsi e le altre Aci trassero la propria origine da Xiphonia, misteriosa città greca oggi del tutto scomparsa. I poeti Virgilio e Ovidio fecero nascere il mito della fondazione alla storia d'amore tra una ninfa chiamata Galatea ed un pastorello chiamato Aci, e del ciclope Polifemo. In epoca romana esisteva una città chiamata Akis, che partecipò alle guerre puniche.

### Età medievale
La storia della medievale Jachium e poi dell'araba Al-Yag coincide strettamente con quella del castello di Aci da cui si può desumere buona parte degli avvenimenti storici ed a cui si rinvia. Di questo periodo è la fondazione del santuario di Valverde.

### Età moderna
La storia di Aci Bonaccorsi sarà praticamente condivisa fino al XVII secolo con quella degli altri casali del territorio delle Aci a cui si può far riferimento. Di sicuro cominciò a costituirsi come borgo dal XV secolo formato dalle contrade Liuna, Battiati e Pauloti e quindi successivamente identificato in Bonaccorsi, in riferimento alla famiglia Bonaccorso.
Sotto la dinastia degli Asburgo-Spagna sul trono di Sicilia (periodo vicereale), nel XVII secolo, il notevole sviluppo economico di Aquilia Nuova (Acireale) causò contrasti e rivalità con gli altri casali che chiedevano maggiore autonomia amministrativa. Vi sarà quindi la separazione dei casali di Aci. Nacquero: Aci Bonaccorsi (1652); Aci Castello (1647) comprendente anche Aci Trezza; Aci San Filippo e Aci Sant'Antonio (1628) comprendente anche Aci Catena, Valverde e Aci Santa Lucia.

### Simboli

Stemma del comune

Lo stemma del comune di Aci Bonaccorsi non presenta alcuna descrizione araldica all'interno dello statuto comunale, in cui si afferma solamente che lo stemma e il gonfalone sono riconosciuti con decreto del Presidente della Repubblica. Esso rappresenta il blasone dell'antica Universitas di Aci (la "Terra d'Aci"), ovvero il castello di Aci e i tre faraglioni di Aci Trezza; lo stemma è condiviso inoltre dai comuni di Aci Castello, Acireale e Aci Catena.

## Monumenti e luoghi d'interesse

### Architetture religiose
- Chiesa di Santa Maria dell'Indirizzo[8]
- Chiesa di Sant'Antonio Abate[9]
- Chiesa di Santa Lucia[10]
- Chiesa di Santa Maria delle Grazie[11]
- Santuario di Maria Santissima Ritornata[12]

### Architetture civili
- Teatro comunale, inaugurato il 29 febbraio 2004, con una capienza di 350 posti[13].

### Altro
- Fontana con gli "scogli dei Ciclopi" in rilievo, realizzata nel 1952[14].

## Società

### Evoluzione demografica
Abitanti censiti

### Etnie e minoranze straniere
Gli stranieri residenti ad Aci Bonaccorsi sono 64 e rappresentano l'1,8% della popolazione residente.
La comunità straniera più numerosa è quella proveniente dall'Albania con il 45,3% di tutti gli stranieri presenti sul territorio. 

### Lingue e dialetti
Oltre alla lingua ufficiale italiana, ad Aci Bonaccorsi si parla la lingua siciliana nella sua variante orientale. La ricchezza di influenze del siciliano, appartenente alla famiglia delle lingue romanze e classificato nel gruppo meridionale estremo, deriva dalla posizione geografica dell'isola, la cui centralità nel mar Mediterraneo ne ha fatto terra di conquista di numerosi popoli gravitanti nell'area mediterranea.
Nel Vocabolario siciliano di Giorgio Piccitto la parlata di Aci Bonaccorsi è indicata con la sigla CT21, afferente al gruppo dei dialetti etnei sudorientali.

### Religione
Le due parrocchie cittadine, Maria Santissima Ritornata e Santa Maria dell'Indirizzo, sono amministrate dal secondo vicariato della diocesi di Acireale.
La cittadina ha come santo patrono Santo Stefano protomartire. Il giorno festivo è il 3 agosto. 

## Cultura

### Istruzione

#### Biblioteche
- Biblioteca comunale "Luigi Sturzo", sita in via Etna[17].

## Infrastrutture e trasporti

### Strade
Il territorio comunale è attraversato dalla strada provinciale 73 "S.G. La Punta - Acibonaccorsi" e, parzialmente, dalla strada provinciale 43 "Aci S. Antonio - Viagrande".

### Autobus
Il comune di Aci Bonaccorsi è attraversato da autolinee Interbus e AST

#### AST
- " Catania- S.G. La Punta-Aci Bonaccorsi-Viagrande-Zafferana" con corse che raggiungono Milo,Fornazzo e Sant'Alfio.
- " Acireale-Aci Catena-Aci Sant'Antonio-Aci Bonaccorsi-Viagrande-Treacastagni-Pedara-Nicolosi-Belpasso".

#### Interbus
- "Catania-S.G. La Punta-Aci Bonaccorsi-Viagrande" con corse che raggiungono Zafferana e Milo.

## Amministrazione
Di seguito è presentata una tabella relativa alle amministrazioni che si sono succedute in questo comune.
| Periodo          | Periodo          | Primo cittadino | Partito                                | Carica                    | Note   |
| ---------------- | ---------------- | --------------- | -------------------------------------- | ------------------------- | ------ |
| 21 giugno 1988   | 7 giugno 1993    | Vito Di Mauro   | -                                      | Sindaco                   | [ 20 ] |
| 7 giugno 1993    | 1º dicembre 1997 | Giuseppe Leone  | -                                      | Sindaco                   | [ 20 ] |
| 1º dicembre 1997 | 28 maggio 2002   | Giuseppe Leone  | centro-sinistra                        | Sindaco                   | [ 20 ] |
| 28 maggio 2002   | 21 luglio 2010   | Vito Di Mauro   | Forza Italia / Il Popolo della Libertà | Sindaco                   | [ 20 ] |
| 22 luglio 2010   | 8 maggio 2012    | Gaspare Nicotri |                                        | Commissario straordinario | [ 20 ] |
| 8 maggio 2012    | 11 giugno 2017   | Mario Alì       | lista civica                           | Sindaco                   | [ 20 ] |
| 11 giugno 2017   | in carica        | Vito Di Mauro   | lista civica "Aci Bonaccorsi Rinasce"  | Sindaco                   | [ 20 ] |

### Altre informazioni amministrative
Il comune di Aci Bonaccorsi fa parte delle seguenti organizzazioni sovracomunali:
- regione agraria n.7 (Colline litoranee di Acireale)[21];
- distretto Antichi borghi dell'Etna.

## Sport

### Rugby
Il Malarazza Rugby Club è la squadra e scuola rugby del Comune di Aci Bonaccorsi. Il Malarazza Rugby A.S.D. è affiliata alla FIR (Federazione Italiana Rugby), CONI ed è attiva all’interno del Comitato Siciliano Rugby. La scuola tugby accoglie bimbi dai tre anni (Prime Mete) in su e comprende anche le categoria Old e Touch Rugby. Dalla primavera del 2025 il Malarazza Rugby Club si spenderà, con una propria formazione, anche nel beach rugby. Il club è attivo anche nel sociale.

### Calcio
La squadra di calcio locale è l'A.S.D. Polisportiva Acibonaccorsi, affiliata alla FIGC, che ha militato nel girone E siciliano di 1ª Categoria nella stagione 2013/2014 ottenendo la salvezza con 32 punti in 26 partite.